# Strelča
Strelča (búlgaro:Стрелча) é uma cidade da Bulgária, localizada no distrito de Pazardzhik. A sua população era de 4,273 habitantes segundo o censo de 2010.

## População
| Strelča | Strelča | Strelča | Strelča | Strelča | Strelča | Strelča | Strelča | Strelča | Strelča | Strelča | Strelča | Strelča | Strelča | Strelča | Strelča | Strelča | Strelča | Strelča | Strelča |
| --- | ------- | ------- | ------- | ------- | ------- | ------- | ------- | ------- | ------- | ------- | ------- | ------- | ------- | ------- | ------- | ------- | ------- | ------- | ------- |
| Ano | 1887    | 1910    | 1934    | 1946    | 1956    | 1965    | 1975    | 1985    | 1992    | 2001    | 2002    | 2003    | 2004    | 2005    | 2006    | 2007    | 2008    | 2009    | 2010    |
| População |         |         |         | …       | …       | …       | 5,079   | 5,092   | 5,133   | 4,785   | 4,727   | 4,691   | 4,645   | 4,571   | 4,515   | 4,464   | 4,364   | 4,307   | 4,273   |
| Fontes: Instituto Nacional de Estatísticas, „citypopulation.de“, „pop-stat.mashke.org“, Bulgarian Academy of Sciences |         |         |         |         |         |         |         |         |         |         |         |         |         |         |         |         |         |         |         |